# Mariápolis Lía

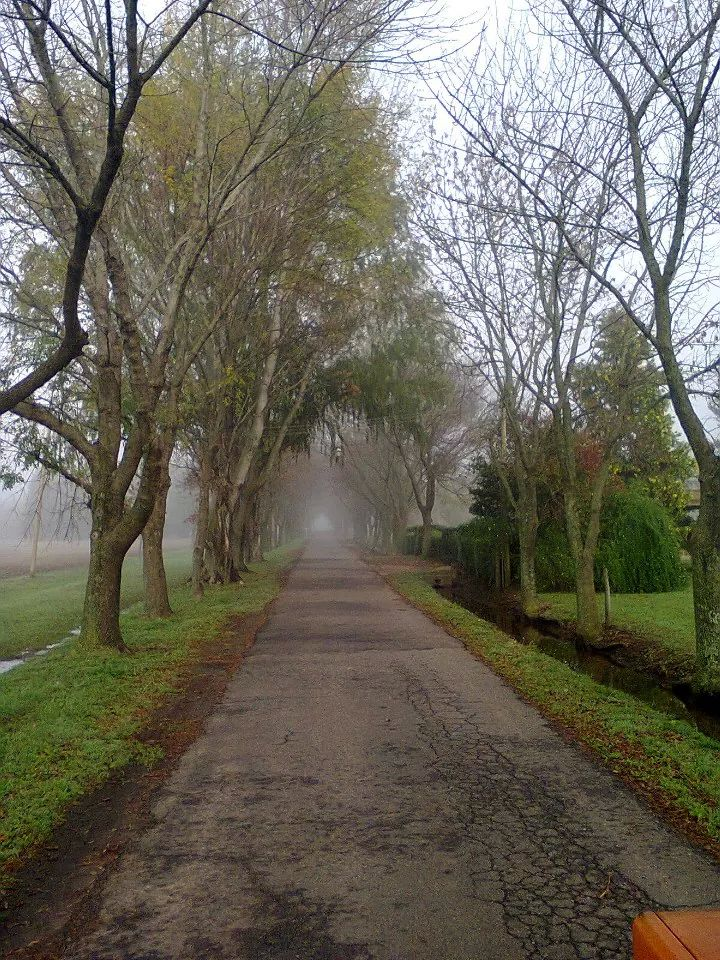
Caminho para a porteira de Campo Verde, Mariápolis Lia

Mariápolis Lia é uma cidadela do Movimento dos Focolares, localizada nas cercanias da localidade de O'Higgins, Buenos Aires. O Movimento alega que população é de cerca de 220 habitantes de várias origens.